# Флоріан Арді
Флоріан Арді (фр. Florian Hardy; нар. 8 лютого 1985, Нант) — французький хокеїст, воротар. Грав за збірну команду Франції.

## Ігрова кар'єра
Професійну хокейну кар'єру розпочав 2005 року виступами за місцевий клуб Нанта в другому дивізіоні Франції.
Вже наступного року дебютував Лізі Магнус у складі команди «Дюк д'Анжер» за який відіграв три сезони. З 2008 по 2009 роки захищав кольори клубу «Морзін-Аворіаз».
Після 2009–10, який Флоріан провів у складі «Дюк де Діжон», перейшов до клубу «Шамоні» та через два роки повернувся до «Дюк д'Анжер» за який також відіграв два сезони.
Сезон 2014–15, Арді провів у складі німецького клубу  «Мюнхен» після чого переїхав до Австрії, де виступав за місцеву команду Австрійської хокейної ліги «Дорнбірн».
Влітку 2017 року втретє повернувся до клубу «Дюк д'Анжер», а завершив ігрову кар'єру в складі команди «Англет» у 2022 році.
Флоріан виступав за збірну Франції, зокрема на чемпіонатах світу 2010 та 2017 років.

## Нагороди та досягнення
- Володар Кубка Франції в складі «Дюк д'Анжер» — 2007, 2014.